# Querencias y extravíos
Querencias y extravíos es el tercer disco oficial en vivo del cantautor español Javier Krahe, sacado a la venta en 2007 por la compañía discográfica 18 Chulos Records. El CD de 11 canciones viene incluido con un libro titulado Charlas con vago burlón, que contiene entrevistas sobre su vida y su trabajo, llevadas a cabo por la periodista Paloma Leyra. El CD fue grabado en directo en el Café España de Valladolid, y todas las canciones que se incluyen son inéditas. Siguiendo su estilo, Krahe hace comentarios entre las canciones que también vienen incluidos en el disco, y se pueden escuchar individualmente o pasarlos. 
Todos los temas son de Javier Krahe, excepto Conmigo y sin mí (Javier Krahe / Joaquín Sabina).

## Lista de canciones
1. Gracias, canción. - 2:56
2. Navalagamella. - 2:22
3. Sortijas y gestos. - 3:28
4. Conmigo y sin mí. - 2:23
5. Año y medio. - 4:40
6. Metamorfosis. - 3:48
7. Matilde Urbach. - 3:07
8. La mujer más guapa del mundo. - 4:08
9. Malacostumbrado. - 3:02
10. Un mar de dudas. - 3:39
11. Capricho estival. - 5:02